# Lancia Musa
Lancia Musa byl osobní automobil, třídy MPV, vyráběný italskou automobilkou Lancia. Ve výrobě byl mezi roky 2004 a 2012. Lancia Musa byla postavena na základě Fiatu Idea.